# Кафала

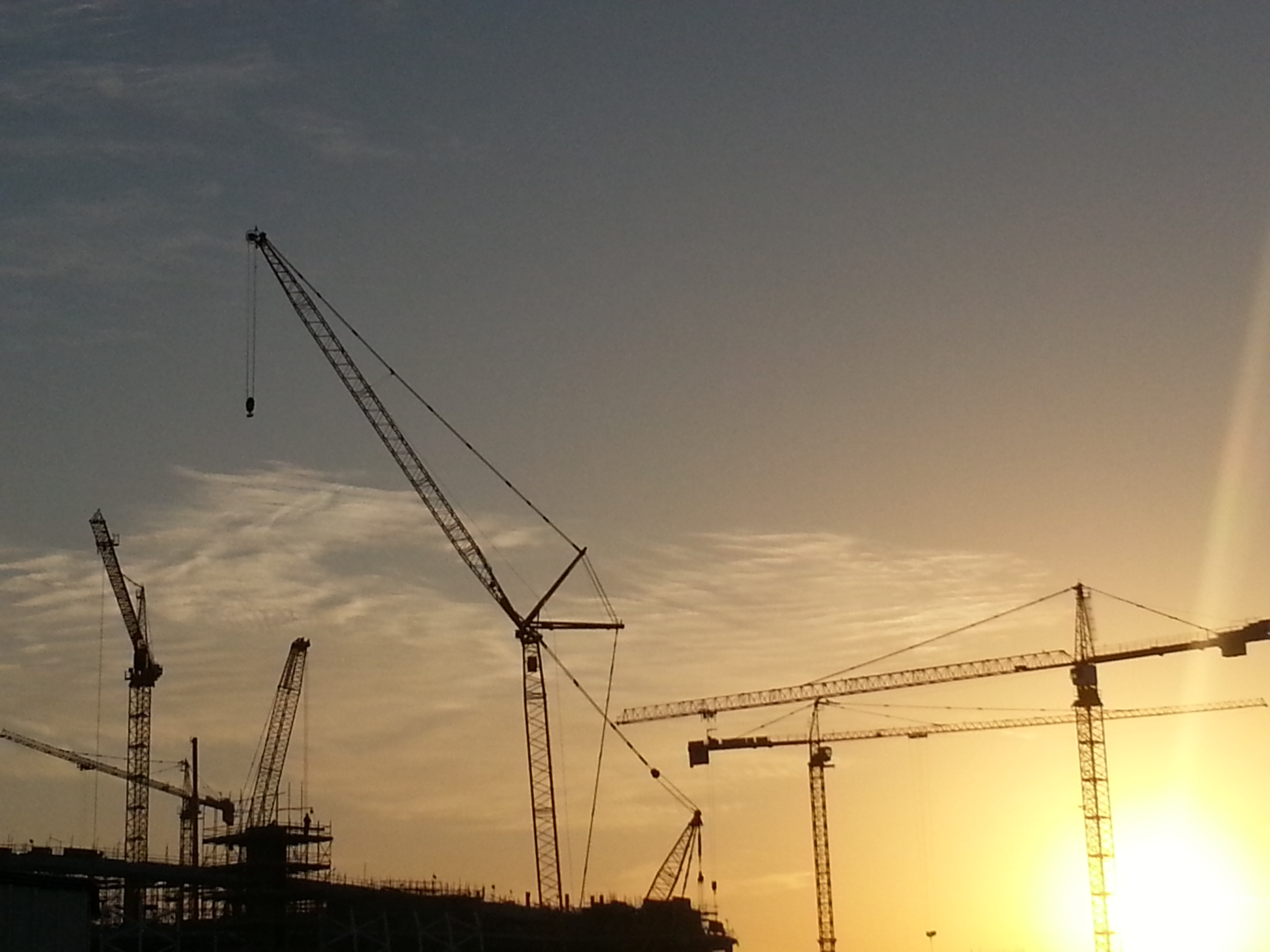
Будівництво стадіону «Eль Туммама» в 2013 році для Чемпіонату світу з футболу 2022 де відбувалися трудові зловживання можливі завдяки системі «Кафала»

Система кафала араб. نظام الكفالة, трансліт. niẓām al-kafāla; означає «система спонсорства») — це система, яка використовується для робітників-мігрантів, які працюють переважно на будівництві та доглядом за домом в країнах-членах Ради співробітництва Перської затоки та кількох сусідніх країнах, а саме Катар, Бахрейн, Кувейт, Ліван, Оман, Саудівська Аравія та Об'єднані Арабські Емірати.
Система вимагає від усіх працівників-мігрантів  мати спонсора в країні, як правило, їх роботодавця, який відповідає за їхні візи та правовий статус. Таку практику критикували правозахисні організації за створення легких можливостей для експлуатації працівників.  Таким чином роботодавці, що відбирають паспорти та жорстоко поводяться зі своїми працівниками, мають малий шанс мати за це будь-які  юридичні наслідки.
За словами The Economist, «доля трудових мігрантів навряд чи покращиться до реформи системи Кафала, згідно з якою працівники зобов’язані роботодавцям, які спонсорували їхні візи. Система блокує внутрішню конкуренцію для закордонних працівників у країнах Перської затоки».

## Юридичний контекст та етимологія
В ісламській юриспруденції усиновлення «кафала» означає усиновлення дітей. У кількох країнах наприкінці двадцятого століття початковий ісламський закон "кафал" про усиновлення був розширений, щоб включити до неї систему спонсорства робітників-мігрантів на певний термін.

## Бахрейн
Бахрейн був першою країною в Раді співробітництва Перської затоки, яка заявила про скасування системи Кафал. Міністр праці порівнював цю систему з рабством.  Згідно з законом "Пропозицій щодо регулювання ринку праці", що діє з 1 серпня 2009 року, мігранти можуть змінювати одного роботодавця на іншого без згоди роботодавця. Попередження про звільнення потрібно надати роботодавцю за три місяці до звільнення.
Попри це в листопаді 2009 року Human Rights Watch (HRW) заявила, що влада мало робить для забезпечення дотримання цього закону.

## Кувейт
Система Кафала діє в Кувейті. В 2018 році в Кувейті трапився дипломатичний скандал внаслідок смерті філіппінської домашньої робітниці. Інцидент завершився трудовою угодою в травні 2018 року, яка забороняла застосовувати систему Кафал щодо філіппінських трудових мігрантів, включаючи конфіскацію паспортів, а також їм було гарантовано, що на роботі повинен бути як мінімум один вихідний день в тиждень.

## Саудівська Аравія
Звіт HRW за 2008 рік визначає, що згідно з системою кафала в Саудівській Аравії «роботодавець бере на себе відповідальність за найнятого працівника-мігранта і повинен надати чіткий дозвіл, перш ніж працівник зможе в’їхати до Саудівської Аравії, змінити роботу або покинути країну. Система Кафала дає роботодавцю величезний контроль над працівником». HRW заявила, що «деякі роботодавці-злочинці використовують систему «кафала» і змушують домашніх робітників продовжувати працювати проти їхньої волі та забороняють їм повертатися до країн походження», і що це «несумісно зі статтею 13 Загальної декларації прав людини».
HRW заявила, що «комбінація високих зборів за працевлаштування, які сплачують саудівські роботодавці, і повноважень, наданих їм системою Кафал контролювати, чи може працівник змінити роботодавця або виїхати з країни, змусило деяких роботодавців відчувати себе вправі проявляти «власність» над домашніми працівниками. " і що "почуття власності ... створює умови, подібні до рабства".  У 2018 році France 24 і ALQST повідомили про використання Twitter та інших соціальних мереж для «продавання» домашніх працівників іншим роботодавцям, що є порушенням саудівського законодавства. ALQST назвав онлайн-торгівлю «рабством 2.0».
Кілька індонезійських домашніх робітниць були страчені в Саудівській Аравії протягом 2015–2018 років.  Туті Турсілаваті, індонезійська домробітниця, було страчена за вбивство свого роботодавця, що, як вона стверджувала, було вчинено в рамках самозахисту у зв’язку з сексуальним насильством. Міністр закордонних справ Індонезії Ретно Марсуді подав офіційну скаргу щодо страти, яка була виконана без попередження та незважаючи на апеляцію вироку.
З 1991 по 2019 рік 300 000 бангладешських жінок виїхали до Саудівської Аравії за системою кафала. На початку листопада 2019 року в Дакці відбулися протести у відповідь на справу Сумі Актер, яка заявила про «нещадне сексуальне насильство», утримання під вартою на 15 днів і опіки її рук гарячою олією її саудівськими роботодавцями. Справа іншої бангладешки Назми Бегум, яка заявила, що її катували, також привернула увагу ЗМІ. Обом обіцяли працювати прибиральницями в лікарні, але їх обманом змусили стати хатньою прислугою. Бегум померла в Саудівській Аравії від невилікуваної хвороби.
4 листопада 2020 року в рамках Бачення Саудівської Аравії 2030 Саудівська Аравія оголосила про план реформування свого трудового законодавства. Нові заходи, які набули чинності 14 березня 2021 року, мають на меті змінити систему кафала через:
1. Обов'язкове цифрове оформлення трудових договорів.
2. Скасування застереження про згоду спонсора для виїзних віз, повторних в’їзних віз і зміни спонсора.

Зміни мають бути впроваджені на порталах Absher і Qiwa, які є частиною систем електронного уряду в Саудівській Аравії.

## Катар
Близько 1,2 мільйона іноземних працівників у Катарі, в основному з Індії, Пакистану, Бангладеш, Непалу та Філіппін, становлять 94 відсотки робочої сили. На кожного громадянина Катару припадає майже п'ять іноземних робітників, переважно хатні робітниці  і низькокваліфіковані працівників.
Більшість працівників живуть в умовах, які Human Rights Watch порівнює з «примусовою працею».  Шаран Берроу, генеральний секретар Міжнародної конфедерації профспілок, заявила: «Наприкінці 2010 року ми провели оцінку ризиків щодо основних фундаментальних трудових прав. Регіон Перської затоки виділявся, як червоне світло. Вони були абсолютно на нижньому кінці щодо прав працівників. Вони були принципово рабовласницькими державами»  Система виїзних віз не дозволяє працівникам залишати країну без дозволу спонсора.  Згода роботодавця потрібна для зміни роботи, виїзду з країни, отримання водійських прав, оренди житла або відкриття поточного рахунку. Amnesty International стала свідком того, як працівники підписували фальшиві заяви про те, що вони отримали свою зарплату, щоб їм повернули паспорти.  Організація закликала до перегляду системи «спонсорства».  Арабо-американський бізнесмен Насер Бейдун описав їхню ситуацію так: «Іноземні працівники в Катарі є сучасними рабами своїх місцевих роботодавців. Вами володіє місцевий катарець»  Увага міжнародних ЗМІ зросла після того, як Катар було названо господарем Чемпіонату світу з футболу 2022 року.   У березні 2022 року президент ФІФА Джанні Інфантіно зустрівся з міністром праці Катару доктором Алі бін Саміхом Аль Маррі, щоб обговорити прогрес, досягнутий у сфері соціального забезпечення працівників і трудових прав. Під час зустрічі також було оприлюднено Закон № 18 від 2022 року про трудову реформу Катару, який передбачав скасування дозволу роботодавця на зміну роботи, одночасно встановлюючи недискримінаційну мінімальну заробітну плату для всіх.
Кафала або система спонсорства, яка практикується в  арабських держав Перської затоки, була названа основною причиною зловживання правами малозабезпечених працівників-мігрантів.
Висококваліфікований іноземці з високим доходом також сильно страждають від зловживань системою з боку компаній, попри те, що багато компаній базуються в західних країнах ЄС і США.
Найбільш типовою формою зловживань з боку цих компаній є відмова звільнити працівників після припинення їх роботи в компанії. Ця відсутність звільнення (зазвичай через Сертифікат про відсутність заперечень або NOC) обмежує співробітників у переході в іншу компанію в Катарі після закінчення роботи у поточного роботодавця. Ця заборона, яка виконується компанією, не дозволяє працівнику працювати в Катарі протягом двох років після закінчення терміну роботи. У гірших випадках компанія утримує працівника на невизначений термін, намагаючись вимагати у нього гроші, коли бізнес-можливості провалюються.
13 грудня 2016 року уряд Катару запровадив новий закон про працю, який, за його словами, принесе «відчутні переваги» працівникам шляхом скасування системи Кафала. Amnesty International охарактеризувала реформи як неадекватні та які продовжують «залишати працівників-мігрантів у руках експлуататорських керівників».
У січні 2020 року Катар видав міністерську постанову, яка скасовує вимогу виїзної візи, яка була частиною системи Кафала. Після скасування вимоги щодо виїзної візи мігрантам, які працюють у Катарі, більше не потрібно отримувати дозвіл роботодавця, щоб залишити Катар. Міжнародна організація праці назвала цей указ «важливою віхою в ... порядку денному реформи праці». Human Rights Watch вважає цю зміну недостатньою, оскільки вимога щодо згоди роботодавця на зміну роботи та дискримінація в постійному рівні мінімальної заробітної плати залишаються, а трудові мігранти «як і раніше [стикаються] з арештом і депортацією [за те, що залишили] свого роботодавця без дозволу».
У серпні 2020 року уряд Катару оголосив про місячну мінімальну заробітну плату для всіх працівників у 1000 ріалів (266 доларів США), що є збільшенням порівняно з попередньою тимчасовою мінімальною заробітною платою в 750 ріалів (200 доларів США) на місяць. Сертифікат про відсутність заперечень також було видалено, щоб працівники могли змінювати роботу без згоди поточного роботодавця. Також було створено Комітет з мінімальної заробітної плати для перевірки виконання.

### Чемпіонат світу з футболу 2022
Питання прав трудових мігрантів у Катарі привернуло більшу увагу після того, як Катар отримав Чемпіонат світу з футболу 2022 року. У 2013 році газета The Guardian розслідувала, що багатьом працівникам відмовляли в їжі та воді, у них відбирали документи, що посвідчують особу, примушували до примусової праці, і що вони не отримували зарплату вчасно або взагалі не отримували, що робить деяких з них фактично рабами.
У 2015 році знімальну групу з чотирьох журналістів BBC заарештували та утримували протягом двох днів після того, як вони намагалися зробити репортаж про стан робітників у країні. Журналістів запросили відвідати країну як гості уряду Катару. У червні 2015 року газета The Wall Street Journal опублікувала заяву Міжнародної конфедерації профспілок про те, що понад 1200 робітників загинули під час роботи над інфраструктурою та проектами нерухомості, пов’язаними з Чемпіонатом світу з футболу, а також зустрічну заяву уряду Катару про те, що таких випадків не було. Пізніше BBC повідомило, що ця часто цитована цифра 1200 робітників, які загинули на будівництві Чемпіонату світу з футболу в Катарі між 2011 і 2013 роками, є невірною і що цифра 1200 натомість означає смерть усіх індійців і непальців, які працювали в Катарі, а не лише будівельників, які займаються підготовкою до Чемпіонату світу з футболу.

У березні 2016 року Amnesty International звинуватила Катар у використанні примусової праці, неналежних житлових умов працівників, утримання зарплати та паспортів. Організація також звинуватив ФІФА в тому, що вона не зупинила будівництво стадіону на основі «порушень прав людини». Трудові мігранти розповіли про словесні образи та погрози, які вони отримували після того, як скаржилися на відсутність зарплати протягом кількох місяців. Непальським робітникам навіть було відмовлено у відпустці відвідати сім'ю після землетрусу в Непалі 2015 року.
У жовтні 2017 року Міжнародна конфедерація профспілок (МКП) заявила, що Катар підписав угоду про покращення ситуації з більш ніж 2 мільйонів трудових мігрантів у країні. За даними МКП, угода передбачала проведення суттєвих реформ у системі праці, включаючи припинення системи Кафала. У МКП також заявили, що угода позитивно вплине на загальне становище працівників, особливо тих, хто працює над інфраструктурними проектами Чемпіонату світу з футболу 2022 року. Працівникам більше не потрібен буде дозвіл роботодавця, щоб виїхати з країни або змінити роботу. Amnesty International поставила під сумнів, чи завершить Катар обіцяні трудові реформи до початку Чемпіонату світу з футболу, що підтримала ФІФА. Amnesty International виявила, що порушення все ще відбуваються, незважаючи на те, що країна вживає певних заходів для покращення трудових прав.
У травні 2019 року розслідування британської газети Daily Mirror виявило, що деякі з 28 000 працівників залучених до будівництва стадіонів отримують 750 катарських ріалів на місяць, що еквівалентно 190 фунтам стерлінгів на місяць або 99 пенсам на годину за типовий 48-годинний тиждень. Хендрікс Грасзоден, постачальник газону для чемпіонату світу 2006 року та чемпіонатів Європи 2008 і 2016 років, відмовився постачати Катару газон для чемпіонату світу. За словами прес-секретаря компанії Гердіена Влота, однією з причин такого рішення стали звинувачення в порушеннях прав людини.
У квітні 2020 року уряд Катару надав 824 дол мільйонів для виплати заробітної плати трудовим мігрантам, які перебувають на карантині або лікуються від COVID-19. Пізніше того ж року уряд Катару оголосив про місячну мінімальну заробітну плату для всіх працівників у 1000 ріалів (275 доларів США), що є збільшенням порівняно з попередньою тимчасовою мінімальною заробітною платою в 750 ріалів на місяць. Нові закони набули чинності в березні 2021 року  Міжнародна організація праці заявила, що «Катар є першою країною в регіоні, яка запровадила недискримінаційну мінімальну заробітну плату, що є частиною серії історичних реформ трудового законодавства країни» .
Роботодавці зобов'язані сплачувати 300 ріалів за харчування і 500 ріалів за проживання, якщо вони не надають працівникам це безпосередньо. Сертифікат про відсутність заперечень було скасовано, щоб працівники могли змінювати роботу без згоди поточного роботодавця. Також було створено Комітет з мінімальної заробітної плати для перевірки виконання. Ці реформи ліквідували систему кафала та запровадили контрактну систему.
У щорічному звіті Європейського Союзу про права людини та демократію у світі за 2021 рік зазначено, що реформи трудового законодавства Катару включили недискримінаційні системи мінімальної заробітної плати та скасування системи Кафала в 2021 році 
У березні 2022 року президент ФІФА Джанні Інфантіно заявив в інтерв’ю, що країна Перської затоки прогресує в питаннях трудових прав і прав мігрантів, які переважали раніше. Незадовго до турніру France 24 транслювало репортаж під назвою «Становища трудових мігрантів у Катарі», вказавши скільки законів трудової реформи було не дотримано.
20 жовтня 2022 року Amnesty International опублікувала статтю, в якій розкритикувала реформи, проведені Катаром щодо трудових мігрантів, і заявила, що ці реформи ще не завершені, а компенсацію все ще вимагають, оскільки наближається Чемпіонат світу з футболу. А також заявив, що, незважаючи на те, що Катар досяг важливих успіхів у сфері трудових прав за останні п’ять років, цілком очевидно, що попереду ще багато чого. Однак реформи відбулися напередодні проведення в Катарі Чемпіонату світу з футболу 2022 року, події, яка привернула увагу до країни. Уряд Катару завжди стверджував, що Чемпіонат світу з футболу - це не фінішна пряма, реформи будуть продовжуватися навіть після завершення події. Уряд посилив свою систему захисту заробітної плати, а також додав нову платформу для подання скарг, яка розширила доступ, і оскільки система захисту щодо виплат заробітної плати контролює їх в електронному вигляді, більшість справ (84 відсотки у 2021–2022 роках) вирішувалися на користь працівників. У період з 2021 по 2022 рік відбулося збільшення суми виплат до Фонду підтримки та страхування працівників. Уряд Катару також створив структуру соціального діалогу на різних підприємствах.

## Об'єднані Арабські Емірати
В Об’єднаних Арабських Еміратах діє система надання робочих віз для видачі дозволів на роботу для іноземних громадян, які бажають мігрувати для роботи в ОАЕ. Більшість віз спонсорують установи та компанії. Особа, яка бажає в’їхати в ОАЕ з метою роботи, отримує дозвіл на роботу, дійсний протягом двох місяців, від Міністерства людських ресурсів. Спонсор відповідає за медичне обстеження та отримання посвідчень особи, документів і печаток. Потім працівник може стати спонсором членів своєї родини та привезти їх до ОАЕ. Згідно зі статтею 1 Міністерського указу № 766 від 2015 року, працівник, термін дії контракту якого закінчується, може отримати новий дозвіл і може залишитися в ОАЕ за 6-місячною візою шукача роботи. Новий дозвіл на роботу також видається, якщо роботодавець не виконує юридичні та договірні зобов’язання, наприклад, не виплачує заробітну плату протягом 60 днів. Працівник може вимагати розірвання трудового договору після принаймні 6 місяців роботи. Працівник, трудові відносини якого припинено несправедливо, має право отримати новий дозвіл на роботу без шестимісячного терміну.
Право іноземця на дозвіл на проживання та роботу захищено Федеральним законом ОАЕ № 6 від 1973 року про в’їзд і проживання іноземців. Згідно із законодавством ОАЕ, роботодавець не може відмовити працівнику з робочою візою в праві на щорічну відпустку, регулярну оплачувану заробітну плату, 45-денну відпустку по вагітності та пологах, право на звільнення, винагороду за звільнення та 30-денний пільговий період для пошуку нової роботи. Закон також забороняє роботодавцю конфіскувати паспорт працівника, примушувати працівника сплачувати вартість візи на проживання або примушувати працівника працювати більше восьми годин на день або 45 годин на тиждень без компенсації. Працівник, який бажає звільнитися, повинен надіслати офіційне повідомлення протягом терміну, який зазвичай становить 30 днів або менше, перш ніж залишити роботу, інакше йому загрожує заборона працювати в ОАЕ на термін до одного року. Вдови або розлучені жінки, чиє легальне перебування в країні було визначене через статус-працівника їхніх чоловіків, отримують однорічну візу для перебування в країні без дозволу на роботу чи спонсора.

### Випадок жорстокого поводження з домашніми працівниками
У жовтні 2014 року Human Rights Watch підрахувала, що в ОАЕ було 146 000 мігранток, які працюють як домашні працівниці, чию робочу візу фінансували роботодавці в ОАЕ. В інтерв’ю з 99 жінками-домашніми робітницями HRW перерахувала зловживання, про які говорили їх респондентки: у більшості роботодавці конфіскували паспорти; у багатьох випадках заробітна плата виплачувалася не повністю, вимагалися понаднормові (до 21 години на день) або було недостатнє харчування, умови проживання чи лікування. 24 зазнали фізичного або сексуального насильства.  HRW критикувала уряд ОАЕ за неспроможність належним чином захистити домашніх працівників від експлуатації та жорстокого поводження та надала багато рекомендацій ОАЕ, зокрема скасування або внесення змін до Федерального закону № 6 від 1973 року про в’їзд і проживання іноземців, щоб домашні працівники могли вирішувати самостійно змінювати роботодавця, не втрачаючи імміграційного статусу.  В ОАЕ прийнято міністерський указ № 766 від 2015 року, який дозволяє працівнику розірвати свій контракт без втрати імміграційного статусу, якщо роботодавець поставився до нього несправедливо та отримати новий дозвіл на роботу, або вимагати розірвання контракту без втрачають імміграційний статус і отримують новий дозвіл на роботу після принаймні 6 місяців роботи за умови, що вони знайшли нового роботодавця.
Конфіскація паспортів є незаконною та суперечить законодавству ОАЕ.

### Законопроект ОАЕ про права домашніх працівників
У червні 2017 року ОАЕ прийняли новий законопроект, щоб привести своє трудове законодавство у відповідність до Конвенції Міжнародної організації праці про хатніх працівниців, забезпечуючи їм такий самий захист праці, як і іншим працівникам ОАЕ. Законопроект вимагає від роботодавців надавати працівникам житло та харчування, а також щорічну мінімальну 30-денну оплачувану відпустку, 15 днів оплачуваної відпустки через хворобу, 15 днів неоплачуваної відпустки через хворобу, компенсацію за виробничі травми або захворювання та 12 годиний щоденний відпочинок.